# Fiore mistico
Fiore mistico (Fleur mystique) è un dipinto a olio su tela del pittore simbolista Gustave Moreau, realizzato intorno al 1890 e conservato al Museo Gustave Moreau di Parigi.

## Storia
Moreau realizzò la tela nell'ultima fase della sua carriera, quando le sue opere erano caratterizzate da uno slancio mistico, soggetti religiosi e costruzioni simmetriche. Moreau dipinse Fiore mistico dopo la morte della madre e della compagna Alexandrine Dureaux.

## Descrizione
In mezzo a uno sfondo roccioso si staglia un gigantesco giglio bianco, sulla cui sommità si erge una figura femminile, quella della Vergine Maria. Alla base del fiore sono ammassate le figure tormentate dei martiri, tra cui si può identificare un piccolo San Sebastiano sulla destra.
L'opera è ispirata all'Apoteosi di Sant'Orsola e delle sue compagne di Vittore Carpaccio, che Moreau aveva avuto modo di studiare a Venezia nell'autunno 1858. Lo sfondo roccioso è invece di ispirazione leonardesca e, in particolare, dalla Vergine delle rocce.